# Верруа-По
Верруа-По (итал. Verrua Po) — коммуна в Италии, располагается в регионе Ломбардия, в провинции Павия.
Население составляет 1324 человека (2008 г.), плотность населения составляет 117 чел./км². Занимает площадь 11 км². Почтовый индекс — 27040. Телефонный код — 0385.
Покровителем коммуны почитается святой Иоанн Креститель, празднование 24 июня.

## Демография
Динамика населения:

## Администрация коммуны
- Официальный сайт: